# Lužický motoráček

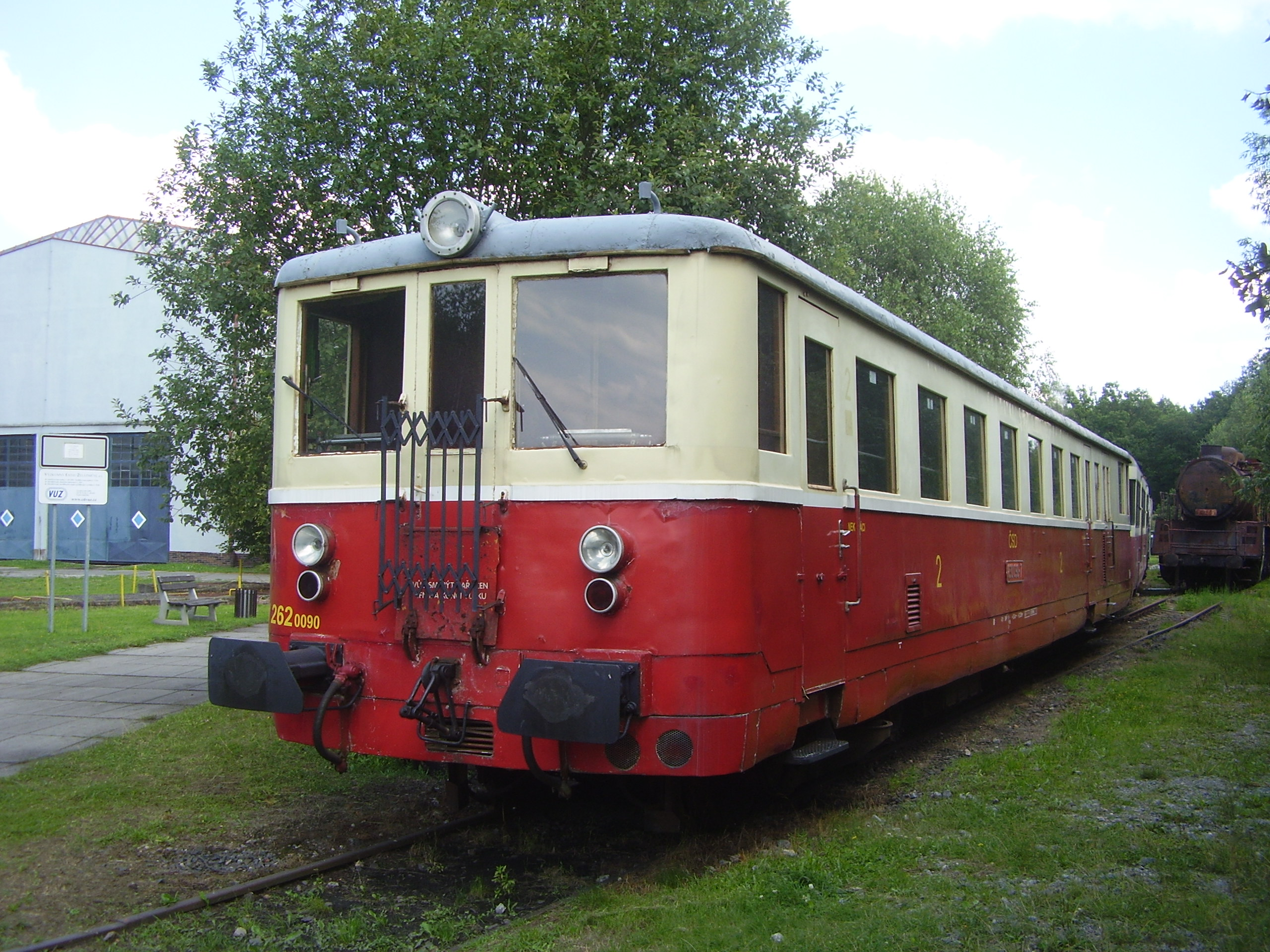
Motorový vůz řady 830 (M262.0)

Lužický motoráček byl název historického motorového vlaku provozovaného Klubem železničních cestovatelů. Vlak jezdil na trase Česká Kamenice – Liberec a zpět se zastávkami ve vybraných stanicích.  V Liberci vlak jezdil až na vlečku k zábavnímu centru Babylon a Dopravnímu podniku, kde bylo možné přestoupit na historickou tramvaj. Na trase byl nasazován motorový vůz M262.0. V roce 2014 byl však nasazen po celou dobu motorový vůz 810 v retronátěru. Konkrétně se jednalo o model 810-535.

## Provoz
Historický vlak jezdil každoročně již od roku 2009 v letních měsících vždy v pátek, nebo v sobotu. V roce 2017 jezdil mezi 7. červencem a 1. zářím, na každý den jízdy byly vypsány dva vlaky pod čísly Sp 1560 a 1561. V roce 2020 rozhodnutí Rady Libereckého kraje zrušilo v souvislosti s pandemií covidu-19 linky Sp 1280 a 1281, příslušící lužickému motoráčku. V březnu 2024 společnost Klub železničních cestovatelů již tuto linku neprovozuje.

### Jízdné
Cena jízdného se odvíjela od ujeté vzdálenosti a v roce 2017 se pohybovala v rozmezí 25 až 150 Kč pro dospělou osobu a 15 až 75 Kč pro osoby s nárokem na zlevněné jízdné. Nárok na zlevněné jízdné měli děti od 6 do 15 let, důchodci, držitelé průkazu ZTP. Děti mladší 6 let a držitelé průkazu ZTP/P se přepravovali bezplatně. Ve vlaku byla umožněna přeprava jízdních kol za poplatek 50 Kč, zavazadel a kol za 25 Kč.